# Рябина промежуточная
Рябина промежуточная, или Рябина шведская (лат. Sorbus intermedia) — дерево с пирамидальной кроной, вид рода Рябина. Вид рябины был обнаружен в южной части Швеции; он встречается в самой восточной части Дании (Борнхольм), на юго-западе Финляндии, Эстонии, Латвии и Польши.

## Ботаническое описание
Лиственное дерево среднего размера, растущее до 10–20 м высотой с крепким стволом, обычно до 60 см, но иногда до 2–3 м в диаметре. Кора серая, в молодости коричневая. Крона овальная, с крепкими горизонтальными ветвями.
Листья очерёдные, простые, яйцевидные. Листовая пластинка зеленая сверху и густо опушена, с бледно-серо-белыми волосками снизу, длиной 7–12 см и шириной 5–7 см, с четырьмя-семью овальными лопастями на каждой стороне листа, самые широкие около середины, округлые на вершина и мелко зазубренные края. Цвет осенью от тусклого-желтоватого до серо-коричневого.
Цветки диаметром 15–20 мм, с пятью белыми лепестками и 20 желтовато-белыми тычинками; они образуются в щитках диаметром 8–12 см в мае-июне.
Плод овальный, длиной 15 мм и диаметром 10 мм, от оранжево-красного до красного, созревающий в сентябре. Плод суховатый, его едят дроздовые и свиристели, которые разносят семена.
Sorbus intermedia является тройным гибридом между S. aucuparia, S. torminalis и либо S. aria, либо одним из его близких родственников.  Вид тесно связан с Sorbus hybrida, другим видом гибридного происхождения, который отличается тем, что листья более лопастные, при этом две базальные пары срезаются прямо до средней жилки в виде отдельных листочков. Оба — тетраплоидные апомиктичные виды, которые размножаются без опыления.

## Среда обитания, выращивание и использование
В Скандинавии дерево обычно растёт в лесах, на пастбищах или на опушках.
Оно широко выращивается как декоративное дерево в Северной Европе, ценится за его терпимость к городским условиям улицы; это очень часто используется в проспектах и городских парках. Он часто натурализуется на Британских островах. В последние годы много новых насаждений «шведской рябины» на самом деле было связано с рябиной Мужо (Sorbus mougeotii) — ещё одним апомиктичным видом с дальнего юга в Европе, который имеет более прямое ветвление, менее глубоко лопастные листья с белыми нижними частями к листьям, и более тёмные красные плоды.
Размножается семенами, прививкой на рябине обыкновенной, боярышнике кроваво-красном. При размножении летними черенками укореняется слабо, даже после обработки индолилмасляной кислотой.

## Таксономия
Sorbus intermedia (Ehrh.) Pers. Synopsis Plantarum 2(1): 38. 1806. 

### Синонимы
- Crataegus aria var. suecica L., Species plantarum 476. 1753.
- Pyrus intermedia Ehrh.basionym, Gartenkalender 197. 1784.
- Sorbus scandica (L.) Fr., Flora hallandica 83. 1818.
- Pyrus suecica (L.) Garcke, Flora von Nord- und Mittel-Deutschland 140. 1869.
- Sorbus suecica (L.) Krok ex Hedl., C.J.Hartman's Handbok i Skandinaviens flora 270. 1879.